# Camponotus detritus
Camponotus detritus  (лат.) — вид муравьёв рода кампонотус (Camponotus) из подсемейства формицины (Formicinae).

## Распространение
Африка: Намибия, ЮАР.

## Описание
Муравьи среднего размера (около 1 см), основная окраска красновато-бурая (брюшко чёрное). Отличается безволосыми пространствами на брюшке ("залысинами") на общем фоне из многочисленных золотистых волосков. Ширина головы крупных рабочих от 3,30 до 4,11 мм, длина головы от 3,30 до 3,73 мм.
Проподеум округлый, без шипиков. Максиллярные щупики у самок, рабочих и самцов состоят из 6 члеников, а лабиальные — из 4. Глаза расположены позади средней линии головы. Места прикрепления усиков находятся на некотором расстоянии от заднего края наличника. Тазики задних ног сближенные. Усики 12-члениковые у самок и рабочих и 13-члениковые у самцов. Кончик брюшка открывается трубковидным отверстием (ацидопора), окруженным группой волосков. Стебелёк между грудкой и брюшком состоит из одного членика (петиоль), как правило, с вертикальной чешуйкой
. Вид был впервые описан в 1886 году итальянским энтомологом Карло Эмери. Включён в состав подрода Myrmopiromis и видовой группы Camponotus fulvopilosus species group вместе с видами C. brevisetosus и C. storeatus.